# Auguste Kronheim
Auguste Kronheim, née le 28 janvier 1937 à Amsterdam et morte le 7 novembre 2021 à Vienne, est une graveuse sur bois féministe autrichienne.

## Biographie
Son père Hugo Kronheim est imprimeur et typographe autrichien. Il travaille dans divers pays européens. En 1936, il est aux Pays-Bas. C'est là que naît Auguste en 1937. La famille vit à Castricum, puis La Haye. Auguste fréquente une école allemande. Après la Seconde Guerre mondiale, la famille s'installe à Grundlsee, en Autriche. Ses parents divorcent fin 1944, son père obtient la garde des enfants. Fin 1944, son père est à nouveau enrôlé dans la Wehrmacht. Après la fin de la guerre, son père, monte une société de publicité à Linz. En 1948, il envoie ses deux enfants Danemark, dans une famille d'accueil.
À partir de 1952, Auguste Kronheim, apprend le dessin lors de ses séjours d'été à Grundlsee. Elle fréquente le département d'art dirigé par Paul Ikrath à la Federal Trade School de Linz. Elle concentre son travail sur la technique de la gravure sur bois. Elle se marie en 1956. De cette union, naît trois enfants. Dès 1959, elle expose avec Fritz Aigner à la galerie Kliemstein. Après son divorce en 1962, Heinrich Böll et sa femme Annemarie, lui propose un logement près de leur maison de vacances sur l'île irlandaise d'Achill Island. Auguste Kronheim s'installe sur l'île avec ses enfants et son matériel d'impression en 1964. En 1966, son permis de séjour en Irlande n'est pas prolongé, elle  retourne en Autriche avec ses enfants.
Auguste Kronheim s'installe ensuite à Kirchberg ob der Donau. Elle rencontre  Werner Kofler à Linz et s'installe à Vienne  en 1970. Elle donne naissance à des jumeaux.
Auguste Kronheim devient membre de Grazer Autorinnen Autorenversammlung. Entre 1991 et 1996, Auguste Kronheim effectue plusieurs voyages au Népal, où elle découvre les techniques traditionnelles d'impression dans les monastères.
Ses thématiques sont les mythes de la nature et la critique sociale. Elle met en lumière le rôle de la femme dans la société avec des séries comme Demain, tu seras femme au foyer ou Femme + mère. Elle s'inspire de sa propre expérience pour décrire l'oppression des femmes.
En 2017, une rétrospective au Nordico Stadtmuseum de Linz présente plus de 50 années de création. Des séries de gravures sur font partie de la collection Verbund.

## Gravure sur bois
- 1969 Appendice

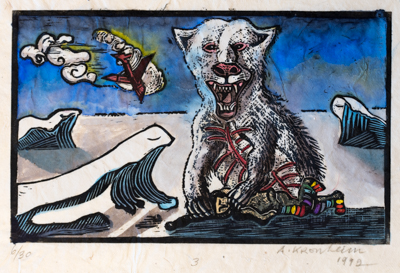
Gravure sur bois en couleur 'Zhang Zhung' n° 3 (1992)

- 1970 Phénomènes d'accompagnement - conditions locales
- 1970 épouse et mère
- décadence de 1971
- 1972 Brillant comme la lumière du jour
- 1973 La maladie jusqu'à la mort - pour Hermann Flasch
- 1973 Enfance étrange
- 1974 Au-dessus et au-dessous (capital et travail)
- 1976 Vienne III
- 1979 Demain tu seras femme au foyer
- 1980 À travers le désert
- 1982 A travers le Kurdistan sauvage
- 1982 Variations sur le sentier de montagne
- Saveur 1983 (simple est haut la main)
- 1986 Tragédie d'un homme à la barbe blanche
- 1988 Le Grossglockner, cycle avec 7 vues
- 1992 Schang-Schung, voyages célestes - Mon chemin est au bord d'un nuage violet
- 1994 Le pont de l'autre rive
- 1995 Épaule froide

## Expositions
- 1961 Galerie Bejvl, Linz
- 1964 Galerie Gurlitt, Hofgarten de Munich, Munich
- 1966 Université d'éducation de Bonn
- 1967 Université de pédagogie de Cologne
- 1969 Galerie Bejvl, Linz
- 1972 Galerie Globetrotter, Francfort
- 1972 Biennale graphique, Sécession viennoise
- 1975 Musée municipal Nordico, Linz
- 1976 Elephant Press Gallery, Berlin
- 1980 Galerie Henning, Hambourg
- 1981 Fondation BAWAG, Vienne
- 1982 Galerie APEX, Göttingen
- 1985 Forum Culturel Autrichien Paris
- 1986 Auguste Kronheim. Œuvres graphiques, Salzburg Art Association
- 1989 Galerie du Cabinet de la Cour, Linz
- 1991 Beck Forum, Munich
- 2007 Auguste Kronheim - gravures sur bois des premiers travaux, exposition pour les années 70
- 2017 Phénomènes d'accompagnement, Musée Nordico de la ville de Linz [5] (catalogue)  [4]
- 2018 Exposition Lucia Riccelli Heroes of Tomorrow et August Kronheim Vitae Humanae, Galerie Lehner, Vienne
- 2021 Exposition Fritz Aigner & Auguste Kronheim - Long for Ireland, Galerie Lehner, Vienne

## Distinctions
- Prix Theodor Korner 1972
- Prix promotionnel du Vienna Art Fund, 1973
- Prix Graphiques politiques en Autriche, 1977
- Prix de la culture de l'État de Haute-Autriche pour les beaux-arts, 2019 [6]

## Publications
- Auguste Kronheim, Gravures sur bois et dessins . Catalogue de la collection du Nordico Stadtmuseum Linz, publication n° 113, Verlag Bibliothek der Provinz, 2017, 120 pages,  (ISBN 978-3-99028-722-4) .